# Munir El Haddadi
Munir El Haddadi Mohamed, noto semplicemente come Munir (in arabo منير الحدادي‎?; El Escorial, 1º settembre 1995), è un calciatore marocchino con cittadinanza spagnola, attaccante attualmente svincolato.

## Caratteristiche tecniche
Mancino puro, è forte di testa ed è in possesso di un ottimo tiro. Bravo nello smarcarsi dall'avversario e nell'uno contro uno.

## Carriera

### Club

#### Inizi, Barcellona B e Barcellona

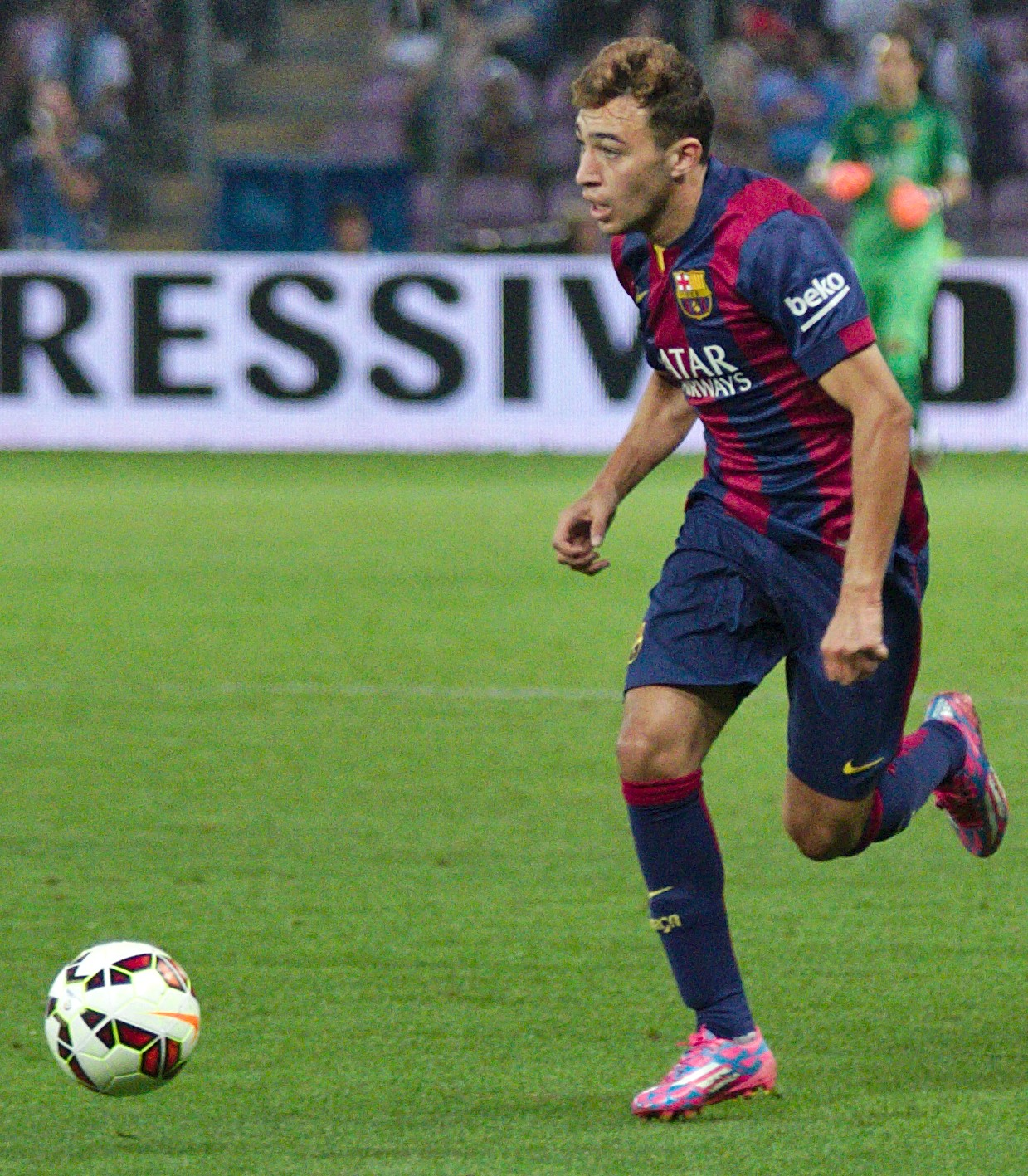
Munir con la maglia del nel 2014.

Nato in Spagna, è di origine marocchina. Vedendolo giocare in un parco vicino a casa, il padre lo iscrive al Galapagar, squadra della città in cui abitava. Successivamente sostiene un provino con l'Atlético Madrid e in seguito passa al Rayo Majadahonda, società nella quale mette a segno 32 marcature in 29 incontri nel campionato regionale, durante la stagione 2010-2011.
Notato dagli osservatori del Barcellona, arriva a La Masia nel luglio del 2011. Durante la sua prima annata, sigla 22 gol, che consentono alla Juvenil B di conquistare il campionato. Si ripete anche nella seconda stagione, permettendo alla Juvenil B di bissare il successo dell'anno precedente. L'allenatore Jordi Vinyals lo promuove nella Juvenil A, consentendogli di giocare la UEFA Youth League, vinta proprio dal Barça, dove vince il titolo di capocannoniere della competizione con 11 reti e risulta grande protagonista del torneo. Durante la finale della competizione contro il Benfica (3-0), si fa notare segnando con un pallonetto da centrocampo, firmando così la sua doppietta.
Nel marzo 2014 ha siglato il suo primo contratto col Barcellona, firmando fino al 2017 con una clausola rescissoria di 35 milioni di euro, attiva solo qualora il giocatore fosse entrato a far parte della prima squadra. Il nuovo tecnico blaugrana, Luis Enrique, decide di aggregarlo in prima squadra dopo aver visto le sue prestazioni nelle sfide precampionato. In prima squadra ha debuttato il 24 agosto 2014, nella prima giornata della Liga, durante la vittoria per 3-0 contro l'Elche al Camp Nou, mettendo a segno anche il secondo dei tre gol del Barcellona. In Coppa del Re mette a segno due doppiette: il 28 ottobre 2015 contro il Villanovense (6-1) e nel derbi Barceloní contro l'Espanyol vinto per 0-2.

#### Prestiti a Valencia e Alaves
Il 30 agosto 2016 il Valencia ufficializza il suo trasferimento in prestito secco dal Barcellona. Il giovane attaccante arriva a titolo temporaneo fino al 30 giugno 2017 e il Valencia avrà un'opzione d'acquisto da 12 milioni di euro, esercitabile entro la fine della stagione. Nell'accordo, la cui trattativa si è sviluppata in parallelo col passaggio di Alcácer ai blaugrana, è previsto che al Barcellona andrà una percentuale di una possibile cessione futura del giocatore dal Valencia ad altre squadre. A fine stagione il Valencia non esercita il riscatto e fa ritorno al Barcellona.
Il 1º settembre 2017 passa in prestito al Deportivo Alavés, squadra in cui mette a segno 13 reti in 31 presenze complessive.

#### Ritorno al Barcellona e Siviglia
Nell'estate 2018 fa ritorno al club catalano, tornando al gol il 29 settembre, alla settima giornata nel pareggio per 1-1 contro l'Athletic Bilbao.
L’11 gennaio 2019, passa a titolo definitivo al Siviglia, firmando con la società andalusa, un contratto fino al giugno 2023. Il 7 marzo successivo segna la sua prima rete in maglia andalusa, nella partita di andata valida per gli ottavi di finale di Europa League pareggiata 2-2 in casa contro lo Slavia Praga. Il 7 aprile successivo sigla la sua prima rete in campionato, con gli andalusi nella vittoria in trasferta per 2-0 contro la Real Valladolid.
Il 7 novembre dello stesso anno, segna la sua prima tripletta in carriera, nella partita di Europa League vinta per 5-2 in trasferta contro i lussemburghesi del F91 Dudelange.

#### Getafe e Las Palmas
Il 31 agosto 2022 passa al Getafe.
Il 30 giugno 2023 viene annunciato che non avrebbe rinnovato il proprio contratto in scadenza con il club.
Il 31 luglio 2023 stipula un contratto annuale con il Las Palmas.

### Nazionale
Nel settembre 2014 il giocatore del Barcellona è stato convocato da Vicente del Bosque al posto dell'infortunato Diego Costa per delle gare di qualificazioni al campionato europeo di calcio 2016. Esordisce in nazionale, l'8 settembre 2014 contro la Macedonia, entrando nella ripresa al posto di Koke, nella sfida vinta in casa dagli iberici per 5-1.
Nel 2018 ha tentato di cambiare nazionale per rappresentare il Marocco ai Mondiali di Russia. Il suo ricorso al TAS è stato però respinto il 14 maggio.
Il 1º ottobre 2020, in seguito ad una novità regolamentare introdotta dalla FIFA, che consente ai giocatori che abbiano collezionato al massimo tre presenze nelle qualificazioni prima dei 21 anni di cambiare nazionale, viene convocato dalla nazionale marocchina. Tuttavia, la FIFA ha respinto il cambio di nazionale, in quanto Munir aveva giocato con la selezione Under-21 spagnola dopo il compimento dei 21 anni.
Il 28 gennaio 2021 la FIFA è tornata sui suoi passi e ha dato il via libera a Munir per poter giocare con la nazionale marocchina. Due mesi dopo viene convocato dal Marocco, facendo il suo debutto contro la Mauritania il 26 marzo in una partita di qualificazione per la Coppa d'Africa 2021. Quattro giorni dopo ha segnato il suo primo gol in nazionale, decidendo la sfida contro il Burundi (1-0).

## Statistiche

### Presenze e reti nei club
Statistiche aggiornate al 24 maggio 2025.
| Stagione            | Squadra             | Campionato          | Campionato | Campionato | Coppe nazionali | Coppe nazionali | Coppe nazionali | Coppe continentali | Coppe continentali | Coppe continentali | Altre coppe | Altre coppe | Altre coppe | Totale | Totale |
| Stagione            | Squadra             | Comp                | Pres       | Reti       | Comp            | Pres            | Reti            | Comp               | Pres               | Reti               | Comp        | Pres        | Reti        | Pres   | Reti   |
| ------------------- | ------------------- | ------------------- | ---------- | ---------- | --------------- | --------------- | --------------- | ------------------ | ------------------ | ------------------ | ----------- | ----------- | ----------- | ------ | ------ |
| 2013-2014           | Barcellona B        | SD                  | 11         | 4          | -               | -               | -               | -                  | -                  | -                  | -           | -           | -           | 11     | 4      |
| 2014-2015           | Barcellona B        | SD                  | 17         | 4          | -               | -               | -               | -                  | -                  | -                  | -           | -           | -           | 17     | 4      |
| Totale Barcellona B | Totale Barcellona B | Totale Barcellona B | 28         | 8          |                 | -               | -               |                    | -                  | -                  |             | -           | -           | 28     | 8      |
| 2014-2015           | Barcellona          | PD                  | 10         | 1          | CR              | 3               | 0               | UCL                | 3                  | 0                  | -           | -           | -           | 16     | 1      |
| 2015-2016           | Barcellona          | PD                  | 15         | 3          | CR              | 5               | 5               | UCL                | 4                  | 0                  | SU+SS+Cmc   | 0+1+1       | 0           | 26     | 8      |
| ago. 2016           | Barcellona          | PD                  | 1          | 0          | CR              | 0               | 0               | UCL                | 0                  | 0                  | SS          | 2           | 1           | 3      | 1      |
| set. 2016-2017      | Valencia            | PD                  | 33         | 6          | CR              | 3               | 1               | -                  | -                  | -                  | -           | -           | -           | 36     | 7      |
| 2017-2018           | Alavés              | PD                  | 33         | 10         | CR              | 4               | 4               | -                  | -                  | -                  | -           | -           | -           | 37     | 14     |
| 2018-gen. 2019      | Barcellona          | PD                  | 7          | 1          | CR              | 2               | 1               | UCL                | 2                  | 0                  | -           | -           | -           | 11     | 2      |
| Totale Barcellona   | Totale Barcellona   | Totale Barcellona   | 33         | 5          |                 | 10              | 6               |                    | 9                  | 0                  |             | 4           | 1           | 56     | 12     |
| gen.-giu. 2019      | Siviglia            | PD                  | 16         | 5          | CR              | 1               | 0               | UEL                | 3                  | 2                  | SS          | 0           | 0           | 20     | 7      |
| 2019-2020           | Siviglia            | PD                  | 21         | 5          | CR              | 2               | 0               | UEL                | 9                  | 5                  | -           | -           | -           | 31     | 10     |
| 2020-2021           | Siviglia            | PD                  | 25         | 4          | CR              | 6               | 0               | UCL                | 6                  | 1                  | SU          | -           | -           | 37     | 5      |
| 2021-2022           | Siviglia            | PD                  | 16         | 2          | CR              | 2               | 0               | UCL+UEL            | 4+3                | 0+1                | -           | -           | -           | 25     | 3      |
| Totale Siviglia     | Totale Siviglia     | Totale Siviglia     | 78         | 16         |                 | 11              | 0               |                    | 25                 | 9                  |             | -           | -           | 114    | 25     |
| 2022-2023           | Getafe              | PD                  | 28         | 3          | CR              | 3               | 4               | -                  | -                  | -                  | -           | -           | -           | 31     | 7      |
| 2023-2024           | Las Palmas          | PD                  | 38         | 3          | CR              | 1               | 1               | -                  | -                  | -                  | -           | -           | -           | 39     | 4      |
| 2024-2025           | Leganés             | PD                  | 25         | 4          | CR              | 4               | 3               | -                  | -                  | -                  | -           | -           | -           | 29     | 7      |
| Totale carriera     | Totale carriera     | Totale carriera     | 296        | 55         |                 | 36              | 19              |                    | 34                 | 9                  |             | 4           | 1           | 370    | 84     |

### Cronologia presenze e reti in nazionale
| Cronologia completa delle presenze e delle reti in nazionale ― Spagna | Cronologia completa delle presenze e delle reti in nazionale ― Spagna | Cronologia completa delle presenze e delle reti in nazionale ― Spagna | Cronologia completa delle presenze e delle reti in nazionale ― Spagna | Cronologia completa delle presenze e delle reti in nazionale ― Spagna | Cronologia completa delle presenze e delle reti in nazionale ― Spagna | Cronologia completa delle presenze e delle reti in nazionale ― Spagna | Cronologia completa delle presenze e delle reti in nazionale ― Spagna |
| Data                                                                  | Città                                                                 | In casa                                                               | Risultato                                                             | Ospiti                                                                | Competizione                                                          | Reti                                                                  | Note                                                                  |
| --------------------------------------------------------------------- | --------------------------------------------------------------------- | --------------------------------------------------------------------- | --------------------------------------------------------------------- | --------------------------------------------------------------------- | --------------------------------------------------------------------- | --------------------------------------------------------------------- | --------------------------------------------------------------------- |
| 8-9-2014                                                              | Valencia                                                              | Spagna                                                                | 5 – 1                                                                 | Macedonia                                                             | Qual. Euro 2016                                                       | -                                                                     | 77’                                                                   |
| Totale                                                                |                                                                       | Presenze                                                              | 1                                                                     |                                                                       | Reti                                                                  | 0                                                                     |                                                                       |

| Cronologia completa delle presenze e delle reti in nazionale ― Marocco | Cronologia completa delle presenze e delle reti in nazionale ― Marocco | Cronologia completa delle presenze e delle reti in nazionale ― Marocco | Cronologia completa delle presenze e delle reti in nazionale ― Marocco | Cronologia completa delle presenze e delle reti in nazionale ― Marocco | Cronologia completa delle presenze e delle reti in nazionale ― Marocco | Cronologia completa delle presenze e delle reti in nazionale ― Marocco | Cronologia completa delle presenze e delle reti in nazionale ― Marocco |
| Data                                                                   | Città                                                                  | In casa                                                                | Risultato                                                              | Ospiti                                                                 | Competizione                                                           | Reti                                                                   | Note                                                                   |
| ---------------------------------------------------------------------- | ---------------------------------------------------------------------- | ---------------------------------------------------------------------- | ---------------------------------------------------------------------- | ---------------------------------------------------------------------- | ---------------------------------------------------------------------- | ---------------------------------------------------------------------- | ---------------------------------------------------------------------- |
| 26-3-2021                                                              | Nouakchott                                                             | Mauritania                                                             | 0 – 0                                                                  | Marocco                                                                | Qual. Coppa d'Africa 2021                                              | -                                                                      |                                                                        |
| 30-3-2021                                                              | Rabat                                                                  | Marocco                                                                | 1 – 0                                                                  | Burundi                                                                | Qual. Coppa d'Africa 2021                                              | 1                                                                      | 80’                                                                    |
| 8-6-2021                                                               | Rabat                                                                  | Marocco                                                                | 1 – 0                                                                  | Ghana                                                                  | Amichevole                                                             | -                                                                      | 68’                                                                    |
| 12-6-2021                                                              | Rabat                                                                  | Marocco                                                                | 1 – 0                                                                  | Burkina Faso                                                           | Amichevole                                                             | -                                                                      | 75’                                                                    |
| 2-9-2021                                                               | Rabat                                                                  | Marocco                                                                | 2 – 0                                                                  | Sudan                                                                  | Qual. Mondiali 2022                                                    | -                                                                      | 78’ 90+1’                                                              |
| 6-10-2021                                                              | Rabat                                                                  | Marocco                                                                | 5 – 0                                                                  | Guinea-Bissau                                                          | Qual. Mondiali 2022                                                    | 1                                                                      | 67’                                                                    |
| 9-10-2021                                                              | Casablanca                                                             | Guinea-Bissau                                                          | 0 – 3                                                                  | Marocco                                                                | Qual. Mondiali 2022                                                    | -                                                                      | 60’                                                                    |
| 12-11-2021                                                             | Rabat                                                                  | Sudan                                                                  | 0 – 3                                                                  | Marocco                                                                | Qual. Mondiali 2022                                                    | -                                                                      | 82’                                                                    |
| 14-1-2022                                                              | Yaoundé                                                                | Marocco                                                                | 2 – 0                                                                  | Comore                                                                 | Coppa d'Africa 2021 - 1º turno                                         | -                                                                      | 76’                                                                    |
| 25-1-2022                                                              | Yaoundé                                                                | Marocco                                                                | 2 – 1                                                                  | Malawi                                                                 | Coppa d'Africa 2021 - Ottavi di finale                                 | -                                                                      | 80’                                                                    |
| 30-1-2022                                                              | Yaoundé                                                                | Egitto                                                                 | 2 – 1 dts                                                              | Marocco                                                                | Coppa d'Africa 2021 - Quarti di finale                                 | -                                                                      | 110’                                                                   |
| Totale                                                                 |                                                                        | Presenze                                                               | 11                                                                     |                                                                        | Reti                                                                   | 2                                                                      |                                                                        |

## Palmarès

### Club

#### Competizioni giovanili
- UEFA Youth League: 1

Barcellona: 2013-2014

#### Competizioni nazionali
- Campionato spagnolo: 2

Barcellona: 2014-2015, 2015-2016
- Coppa di Spagna: 2

Barcellona: 2014-2015, 2015-2016
- Supercoppa di Spagna: 2

Barcellona: 2016, 2018

#### Competizioni internazionali
- UEFA Champions League: 1

Barcellona: 2014-2015
- Supercoppa UEFA: 1

Barcellona: 2015
- Coppa del mondo per club: 1

Barcellona: 2015
- UEFA Europa League: 1

Siviglia: 2019-2020

### Individuale
- Capocannoniere della UEFA Youth League: 1

2013-2014 (11 gol)
- Capocannoniere della Coppa del Re: 1

2015-2016 (5 gol, a pari merito con John Guidetti, Lionel Messi, Luis Suárez e Álvaro Negredo)
- Squadra della stagione della UEFA Europa League: 1

2019-2020